# Lezárási operátor
Legyen adott egy tetszőleges A halmaz, ennek a hatványhalmazán (részhalmazai halmazán) értelmezett és ugyan abba képező függvényt akkor nevezünk lezárási operátornak vagy zárási operátornak, ha az üres halmazt önmagának felelteti meg, egy halmaz képe mindig tartalmazza az illető halmazt, és egy halmazra többször is alkalmazva, iterálva a függvényt, ugyanazt kapjuk, mintha csak egyszer alkalmaztuk volna. A formális definíció lentebb található.
A fogalom elsősorban a topológiában fontos. E tudományágban többféleképp is lehet definiálni a „zárt halmaz” alapvető fogalmát, és az egyik lehetőség épp az, hogy zárt halmazok a lezárási operátorok értékkészletének elemei (Kuratowski-axiómarendszer). Ez természetesen azt is jelenti, hogy egy halmaz adott részhalmaza attól is függően lehet zárt vagy nem zárt, hogy milyen zárási operátort alkalmazunk; de erről ld. inkább a zárt halmaz cikket.

## Definíció
Legyen A tetszőleges halmaz és {\displaystyle {\mathcal {P}}\left(A\right)} ennek hatványhalmaza. Az {\displaystyle f:{\mathcal {P}}\left(A\right)\rightarrow {\mathcal {P}}\left(A\right)} függvényt zárási operátornak nevezzük, ha
| 1. {\displaystyle f(\emptyset )=\emptyset } 2. {\displaystyle \forall X\in {\mathcal {P}}\left(A\right):\ X\subseteq f(X)} 3. {\displaystyle \forall X\in {\mathcal {P}}\left(A\right):\ f(f(X))=f(X)} |

## Általánosítások és változatok
Három fontos fajtája az algebrai zárási operátor, a topologikus zárási operátor és a monoton zárási operátor. Egyszerűen belátható, hogy topologikus zárási operátor mindig monoton is.

## Példák
- {\displaystyle \mathbb {R} ^{n}}-ben a konvex burok
- Minimális bennfoglaló tégla
- Topologikus térben a lezárás
- Csoportban részcsoportok, normálosztók generálása
- Gyűrűben ideálok generálása
- Test generálása
- A Galois-kapcsolatban szereplő hozzárendelések
- Ld. például Generált szigma-algebra/Lezárás

## Formális nyelvek
Legyen {\displaystyle {\mathcal {C}}} formális nyelvek osztálya. Ekkor létezik {\displaystyle {\mathcal {C}}} lezárása a nyelveken végzett műveletekre.
- Legyen H homomorfizmus.

Ha {\displaystyle L\in {\mathcal {C}}}, akkor {\displaystyle H_{hom}(\{L\})=\{L'|\exists h,h{\mbox{ homomorfizmus}}:h[L]=L'\}\,\,\,\,\in {\mathcal {C}}}
- Lezárás az unióra:

{\displaystyle H_{\cup }({\mathcal {C}})=\{L|\exists L_{1},L_{2}\in {\mathcal {C}}:L=L_{1}\cup L_{2}\}}
- Lezárás a metszetre:

{\displaystyle H_{\cap }({\mathcal {C}})=\{L|\exists L_{1},L_{2}\in {\mathcal {C}}:L=L_{1}\cap L_{2}\}}
- Lezárás a konkatenációra:

{\displaystyle H_{\circ }({\mathcal {C}})=\{L|\exists L_{1},L_{2}\in {\mathcal {C}}:L=L_{1}L_{2}\}}
Ha ezek a lezárások nem változtatnak a {\displaystyle {\mathcal {C}}} nyelvosztályon, akkor a nyelvosztály zárt az adott műveletre.

## Fordítás
Ez a szócikk részben vagy egészben  a   Hüllenoperator című német Wikipédia-szócikk fordításán alapul.  Az eredeti cikk szerkesztőit annak laptörténete sorolja fel. Ez a jelzés csupán a megfogalmazás eredetét és a szerzői jogokat jelzi, nem szolgál a cikkben szereplő információk forrásmegjelöléseként.